# Norton-in-the-Moors
Norton-in-the-Moors är en ort i distriktet Stoke-on-Trent, i grevskapet Staffordshire i England. Norton in the Moors var en civil parish fram till 1965 när blev den en del av Stoke-on-Trent, Brown Edge och Bagnall.. Civil parish hade 9 000 invånare år 1961. Byn nämndes i Domedagsboken (Domesday Book) år 1086, och kallades då Nortone.